# Bill 79
Bill 79 es una película  dramática argentina de 2023 dirigida y escrita por Mariano Galperin. Está protagonizada por Diego Gentile, Marina Bellati, Marcelo Xicarts, Walter Jakob y Julia Martínez Rubio. La película se estrenó el 11 de mayo de 2023 en las salas de cines de Argentina.

## Sinopsis
Ambientada en 1979, la trama sigue al pianista de jazz estadounidense Bill Evans durante su gira en varias ciudades de Argentina hasta llegar al recinto de un pueblo pequeño donde a penas vendió unas pocas entradas y se da cuenta de que no está en el mejor momento de su carrera. A causa de esto, Bill incrementa su adicción por la bebida alcohólica y las drogas.

## Elenco
- Diego Gentile como Bill Evans
- Marina Bellati como Susan
- Marcelo Xicarts como Carlos
- Walter Jakob como George Evans
- Julia Martínez Rubio como Kiki
- Alejandro Jovic como Nelson
- Guido Botto como Steve
- Paco Gorriz como Diego
- Elvira Onetto como abuela de Bill
- Martín Pavlovsky como Afinador
- Candela Arregui como Fabiana
- Martín Salazar como Presentador
- Nicolás Gentile como Mago

## Recepción

### Comentarios de la crítica
La película recibió críticas mixtas a positivas por parte de la prensa especializada. Diego Brodersen de Página 12 calificó al filme con un seis, expresando «lo que no parece tan acertado es haber compuesto a un Evans monolítico, marmóreo incluso [...] de este modo el espectador queda privado de empatizar o conocer un poco más al protagonista». Diego Batlle de Otros cines señaló que «el principal problema de Bill 79 es que por momentos le cuesta encontrar un eje definido, un tono del todo convincente, pero tiene sus irrupciones de genialidad que nos regalan escenas inspiradas, sensibles y dignas de una historia más que curiosa».
En una reseña para La Nación, Hernán Ferreirós escribió «la película se mete en dificultades que resuelve convincentemente haciendo de la economía una virtud» y añadió que «los momentos más logrados ocurren cuando el film se despega de lo probable». Pablo O. Scholz de Clarín destacó que «lo mejor de Bill 79 pasa por las relaciones de los personajes» y «hay diálogos que tienen gracia, y que si la tenían en el papel, los intérpretes la refuerzan».

### Premios y nominaciones
| Lista de premios y nominaciones | Lista de premios y nominaciones | Lista de premios y nominaciones | Lista de premios y nominaciones | Lista de premios y nominaciones | Lista de premios y nominaciones |
| Año                             | Organización                    | Categoría                       | Nominado/a(s)                   | Resultado                       | Ref(s)                          |
| ------------------------------- | ------------------------------- | ------------------------------- | ------------------------------- | ------------------------------- | ------------------------------- |
| 2024                            | Premios Sur                     | Mejor diseño de vestuario       | Julieta López                   | Nominada                        | [ 8 ]                           |
| 2024                            | Premios Cóndor de Plata         | Mejor diseño de vestuario       | Julieta López                   | Nominada                        | [ 9 ]                           |